# Walter-Klingenbeck-Schule
Die Walter-Klingenbeck-Schule ist eine staatliche Realschule in Taufkirchen.

## Beschreibung
Die Walter-Klingenbeck-Schule liegt in unmittelbarer Nähe der S-Bahnstrecke von München nach Holzkirchen am Sport- und Freizeitpark Taufkirchen. Sie wurde als Staatliche Realschule 1978 gebaut und ist als offene Ganztagsschule konzipiert. Benannt ist sie nach dem Widerstandskämpfer gegen den Nationalsozialismus Walter Klingenbeck (1924–1943). Neben einer ausreichenden Anzahl an Klassenräumen und Mehrzweckräumen verfügt die Schule über jeweils zwei Fachlehrsäle für Physik, Chemie und Werken und drei EDV-Räume mit Internetzugang. Für den sportlichen Bereich stehen drei Sporthallen und eine große Sportanlage zur Verfügung. Zudem hat man Zugang zum Sportzentrum Taufkirchen. Im Zuge der Baufälligkeit des alten Gebäudes wurde die Turnhalle im Jahre 2011 sowie das alte Schulgebäude 2014 durch einen Neubau ersetzt.

## Profil
Im Schuljahr 2023/2024 wurden 1048 Schülerinnen und Schüler von 71 hauptamtlichen Lehrkräften unterrichtet.  Für die 5. – 8. Klassen gilt außer Freitag die Offene Ganztagsschule. Förderkurse existieren in den Fächern Deutsch, Englisch, Mathematik und Betriebswirtschaftslehre/Rechnungswesen (BwR). Neben dem Schulspiel, Chor, Schulband und der  AG Technik als  Wahlunterricht ist Differenzierter Sport für alle Schüler verpflichtend. In  Mathematik beteiligt sich die Schule am kreativen SINUS-Projekt.

## Besonderheiten
- Die Walter-Klingenbeck-Schule ist Partnerschule des FC Bayern München und von 1860 München. Sie wurde vom DFB als Eliteschule des Fußballs zertifiziert.[5] Lehrer und Trainer Manuel Baum führte das Team zur deutschen Fußball-Schulmeisterschaft.
- Im Juli 2023 wurde Die Schule zertifiziert als Schule ohne Rassismus – Schule mit Courage. Pate der Aktion ist Lothar Matthäus.[6]